# Come rubare la corona d'Inghilterra
Come rubare la corona d'Inghilterra è un film del 1967, diretto da Sergio Grieco, con il suo abituale pseudonimo Terence Hathaway. Il film, una commistione di fantaspionistico e supereroi all'italiana, è conosciuto anche col titolo Argoman superdiabolico.

## Trama
Jenabell, una donna molto bella ed ambiziosa, vuole dominare il mondo e diventarne la regina. Con l'aiuto dei suoi sgherri vestiti di nero è pronta ad attuare il suo piano, ricattando i grandi della Terra per impossessarsi di un enorme diamante che le permetterà di raggiungere lo scopo di rendere suoi schiavi tutti gli uomini. Ma Argoman non è d'accordo e userà i suoi superpoteri per contrastare la donna.

## Produzione
Maurizio Amati, il produttore esecutivo, ricorda: «Argoman non era una produzione proprio riuscita. L'idea era quella di fare un Superman all'italiana ma non eravamo in condizione di farlo per mezzi e tecnica» [...]. L'attrice Dominique Boschero ricorda che era il più carino dei suoi film spionistici. «Dovevo interpretare la regina del mondo. Ma quando ti dicono "tu devi fare la regina del mondo", uno si chiede come farlo. Però era nuovo, era un film all'avanguardia per il suo tempo, Sergio Grieco era abbastanza bravo e poi c'erano anche un po' più di mezzi del solito, anche più set, c'era Londra» .

## Accoglienza

### Critica
Marco Giusti, nel suo volume sullo spionistico all'italiana, scrive: «Molto divertente e di grande presa visiva. Ovviamente super-camp già allora [...] Il ruolo migliore di Dominique Boschero e il film più divertente di Roger Browne» . Fantafilm scrive che "Realizzato con discreta fantasia e momenti di azione, la storia permette al regista Grieco di giocare con robot, armi e laboratori avveniristici. Belle donne, inseguimenti, pugni, sberle e un pizzico di umorismo completano il quadro."